# NGC 2714
NGC 2714 ist eine elliptische Galaxie vom Hubble-Typ E0 im Sternbild Carina südlich der Ekliptik. Sie ist schätzungsweise 115 Millionen Lichtjahre von der Milchstraße entfernt und hat einen Durchmesser von etwa 40.000 Lichtjahren. 
Das Objekt wurde am 4. Februar 1835 von John Herschel entdeckt.